# Monte Balchen
Il  Monte Balchen (in lingua inglese: Mount Balchen) è un  picco roccioso alto 3.085 m, situato 11 km a est della vetta del Monte Fridtjof Nansen. È compreso nell'Herbert Range, catena montuosa che fa parte dei Monti della Regina Maud, in Antartide. 
La denominazione fu assegnata dal gruppo sud della New Zealand Geological Survey Antarctic Expedition (NZGSAE) (1961–62), in onore dell'esploratore polare norvegese Bernt Balchen (1899-1973), pilota dei voli artici di Roald Amundsen e del volo verso il Polo Sud dell'esploratore polare Richard Evelyn Byrd nel 1929.